# Liste der Kulturgüter in Hauenstein-Ifenthal
Die Liste der Kulturgüter in Hauenstein-Ifenthal enthält alle Objekte in der Gemeinde Hauenstein-Ifenthal im Kanton Solothurn, die gemäss der Haager Konvention zum Schutz von Kulturgut bei bewaffneten Konflikten, dem Bundesgesetz vom 20. Juni 2014 über den Schutz der Kulturgüter bei bewaffneten Konflikten sowie der Verordnung vom 29. Oktober 2014 über den Schutz der Kulturgüter bei bewaffneten Konflikten unter Schutz stehen.
Objekte der Kategorie A sind im Gemeindegebiet nicht ausgewiesen, Objekte der Kategorie B sind vollständig in der Liste enthalten, Objekte der Kategorie C fehlen zurzeit (Stand: 1. Januar 2023).

## Kulturgüter
| Foto |                                                                            | Objekt                                          | Kat. | Typ | Standort                             | Beschreibung |
| ---- | -------------------------------------------------------------------------- | ----------------------------------------------- | ---- | --- | ------------------------------------ | ------------ |
| ja   | Datei hochladen · Wikidata zu Pfarrkirche St. Katharina (Q29880858)        | Pfarrkirche St. Katharina KGS-Nr.: 11154        | B    | G   | Ifenthalerstrasse 51 631500 / 247059 |              |
| BW   | Datei hochladen · Wikidata zu Pfarrhaus (Q29880857)                        | Pfarrhaus KGS-Nr.: 13967                        | B    | G   | Ifenthalerstrasse 53 631460 / 247035 |              |
| ja   | Datei hochladen · Wikidata zu Restaurant zur Sonne mit Scheune (Q29880860) | Restaurant zur Sonne mit Scheune KGS-Nr.: 13968 | B    | G   | Hauptstrasse 6 632806 / 247431       |              |